# Ecteinascidia thurstoni
Ecteinascidia thurstoni is een zakpijpensoort uit de familie van de Perophoridae. De wetenschappelijke naam van de soort is voor het eerst geldig gepubliceerd in 1890 door Herdman.